# Junge Welt
Pour les articles homonymes, voir Junge.
Junge Welt (Jeune Monde) est un quotidien berlinois, de tendance marxiste.
Il est publié pour la première fois le 12 février 1947 à Berlin-Est sous contrôle soviétique et devient le quotidien officiel de la Jeunesse libre allemande (Freie Deutsche Jugend) le 12 novembre 1947. Le quotidien se vend chaque jour en République démocratique allemande (RDA) à 1,38 million d'exemplaires, soit le plus important du pays et bien devant le quotidien Neues Deutschland en Allemagne de l'Ouest.
Junge Welt est relancé en 1994 après la réunification allemande et la dissolution effective de la Jeunesse libre allemande, en tant que quotidien de gauche d'orientation socialiste démocratique. En 1997, une scission au sein du quotidien voit la fondation de Jungle World, qui dénonce les opinions anti-sionistes de Junge Welt. Ce dernier est par ailleurs critiqué pour ses reportages sans esprit critique sur Mahmoud Ahmadinejad et le programme nucléaire iranien.
Aujourd'hui, Junge Welt est le plus petit quotidien national en Allemagne avec un lectorat revendiqué d'environ 50 000.[réf. nécessaire]
La publication quotidienne en 2017 était de 25 600 à 27 900 exemplaires.
Depuis 2000, son éditeur en chef est Arnold Schölzel, ancien informateur de la Stasi est-allemande.